# It's Your World
It's Your World è un doppio album dell'artista statunitense Gil Scott-Heron e del tastierista Brian Jackson, pubblicato nel 1975.
| Recensione               | Giudizio   |
| ------------------------ | ---------- |
| AllMusic                 | [ 1 ]      |
| Robert Christgau         | A-         |
| Virgin Encyclopedia      | [ 3 ]      |
| Boston Herald            | [ 4 ]      |
| Lawrence Journal-World   | favorevole |
| PopMatters               | favorevole |
| Sounds                   | [ 7 ]      |
| U.S. News & World Report | favorevole |

## Tracce
Lato A (Just Before Sundown)
Testi e musiche di Brian Jackson (traccia 1), Gil Scott-Heron (tracce 2-3).
1. It's Your World – 3:52
2. Possum Slim – 6:00
3. New York City – 4:45

Lato B (Nightfall)
Testi di Gil Scott-Heron, musiche di Adenola (traccia 4), Bilal Sunni-Ali (traccia 4), Brian Jackson (tracce 4 e 6), Alice Coltrane (traccia 5), Bob Adams (traccia 6), Danny Bowens (traccia 6).
1. 17th Street – 5:45
2. Tomorrow's Trane – 7:20
3. Must Be Something – 5:20

Lato C (Late Evening)
Testi e musiche di Gil Scott-Heron.
1. Home Is Where the Hatred Is – 12:10
2. Bicentennial Blues – 8:40

Lato D (Midnight and Morning)
Testi di Gil Scott-Heron, musiche di Gil SCott Heron (traccia 9), Brian Jackson (traccia 10).
1. The Bottle – 13:30
2. Sharing – 5:55

## Classifiche
| Classifica (1976)         | Posizione massima |
| ------------------------- | ----------------- |
| Stati Uniti               | 168               |
| US Top R&B/Hip-Hop Albums | 34                |